# ميتسوبيشي آي
ميتسوبيشي آي هي سيارة هاتشباك صغيرة من صناعة ميتسوبيشي موتورز أنتجت في 2006 وتوقف إنتاجها في 2013. عُرِضت في معرض ألمانيا الدولي للسيارات في عام 2003، وطُرحت في السوق في يناير عام 2006 بعد ثمانية وعشرين شهراً من عرضها. تم تجميعها في مدينة كوراشيكي التابعة لمحافظة أوكاياما في اليابان.
ميتسوبيشي آي (三菱 i Mitsubishi i) هي سيارة kei من شركة ميتسوبيشي موتور، تم إصدارها لأول مرة في يناير 2006، بعد ثمانية وعشرين شهراً من ظهورها لأول مرة في معرض فرانكفورت للسيارات 2003. إنها أول سيارة بأربعة أبواب منذ الستينيات تستخدم إعداد «الوسط الخلفي» مع المحرك خلف الركاب، في محاولة لتحسين السلامة والمساحة الداخلية دون توسيع الهيكل الخارجي العام.
أثبت التصميم والتصميم المبتكر لسيارة آي نجاحاً نقدياً وتجارياً فورياً، متجاوزاً أهداف مبيعات ميتسوبيشي الأولية بنسبة 20 بالمائة وحصل على ثلاث عشرة جائزة في عامها الأول. على الرغم من تصميمها مع وضع فئة السيارات الخفيفة كيجي ديشا اليابانية في الاعتبار، فإن الاهتمام الذي ولّدته أدى إلى تقديمها لاحقاً في أسواق محرك اليد اليمنى في آسيا وأوقيانوسيا وأوروبا. يتم استخدامه أيضاً كأساس للسيارة الكهربائية للبطارية آي ميف لعام 2009.

## المفاهيم

### مفاهيم آي، سي-رو
تم عرض نموذجين أوليين أثناء تطوير السيارة. كان الأول هو مفهوم آي، الذي ظهر لأول مرة في معرض فرانكفورت للسيارات في عام 2003، وقام بمعاينة المظهر الخارجي المذهل للسيارة. سارع صحفيو السيارات إلى الاستيلاء على الصورة الظلية المميزة، ووصفوها بأنها «بيضة جيدة جداً» و «كرة بلورية» يمكن من خلالها رؤية مستقبل ميتسوبيشي. حتى أن أحد المراجعين توقع أن يكون ذلك إشارة من المصمم الفرنسي المولد أوليفييه بولاي للسيارة رينو 4 سي في، «سيارة الشعب» الشهيرة في فرنسا بعد الحرب والتي شاركت معها تصميمها ذي المقاعد الأربعة والمحرك الخلفي. تم الإشادة بتصميمها رسمياً عندما فازت بالجائزة الكبرى في الذكرى الخمسين لجوائز التصميم الجيد من وزارة الاقتصاد والتجارة والصناعة اليابانية في أكتوبر 2006، وهي أول سيارة من طراز كي تفوز بالجائزة.
وشرحت الشركة اختيار الاسم، ادعت أن «أنا» يمكن أن تمثل المالك (أنا، الضمير الشخصي الاسمي) لتشجيع التعبير الشخصي، أو الابتكار، والذكاء، والخيال، وكلمات رئيسية في تطوير السيارة. كانت أيضاً مسرحية للكلمة اليابانية التي تعني الحب Love 愛 (تُنطق [ai]).

### النموذج الأول
تم تشغيل مفهوم «آي» بواسطة محرك بقوة 999 سم مكعب مع نظام ميتسوبيشي إيدلينغ الذكية التابع للشركة، والذي يقوم بإيقاف تشغيل المحرك تلقائياً عندما تكون السيارة متوقفة، ويمكن إعادة تشغيله في غضون 0.2 ثانية. وزعمت ميتسوبيشي أن السيارة، المجهزة بشكل جيد، كانت قادرة على استهلاك الوقود بما لا يزيد عن 3.8 لتر لكل 100 كيلومتر (74.3 ميلا في الغالون ‑61.9 ميلا في الغالون ‑ الولايات المتحدة).

### النموذج الثاني
النموذج الثاني، المسمى سي-رو والذي تم عرضه في معرض طوكيو للسيارات 2003، قام بمعاينة الأسس الميكانيكية الأكثر تقليدية لنموذج الإنتاج، على الرغم من وجود مظهر أكثر جذرية والذي لا يشبه التصميم النهائي. وبدلاً من ذلك، تم تصميم هيكلها المصنوع من الألومنيوم المصقول ليشبه المنطاد، والذي وصفه شوجي يامادا، رئيس التصميم في سي-رو بأنه إدراك لأوهامه عن المستقبل منذ الطفولة. استمر موضوع الطيران بالاسم؛ سي-رو، اختصار لـ «الغرفة السرية»، كانت إشارة مستترةميتسوبيشي زيرو الطائرة المقاتلة في الحرب العالمية الثانية.

## تفاصيل تقنية

### الجسم والأبعاد
سمح الهيكل الخفيف الوزن من الفولاذ (وليس الألمنيوم) والتصميم ذو المحرك الخلفي لشركة ميتسوبيشي بدمج منطقة تجعد أمامية أكبر، من أجل تلبية متطلبات تشريعات السلامة الحالية دون المساومة على المساحة الداخلية. مع عدم وجود مجموعة نقل الحركة أمام السائق، تمكن المصممون من تقصير الجزء الأمامي المتدلي وإطالة قاعدة العجلات إلى 2.550 ملم (100.4 بوصة) مما يوفر مساحة أكبر للأرجل للركاب مقارنة بالعديد من سيارات كيا المماثلة التي تتراوح قاعدة عجلاتها عادةً من 130 إلى 190 ملم (5.1  –7.5 بوصة) أقل. كان الجانب السلبي لهذا التصميم هو تقليل سعة حمل البضائع، والتي تم اختراقها بالضرورة من خلال موقع المحرك في الخلف.

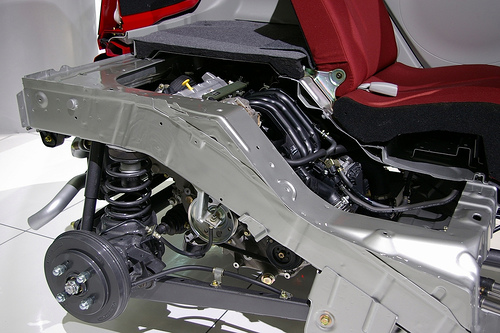
محرك آي كما يظهر في مقطع، خلف المقاعد الخلفية وأسفل أرضية منطقة تخزين الفتحة الخلفية، أمام المحور الخلفي مباشرةً

### نظام الدفع
يوجد محرك «خلفي» مركَّب أمام المحور الخلفي مباشرة، وهو تكوين غير عادي للغاية في سيارة صغيرة حيث سيطر تصميم المحرك الأمامي منذ السبعينيات. المحرك 3بي20 ثلاثي الأسطوانات  يحتوي على كتلة أسطوانة ألمنيوم، إزاحة 659 سم مكعب، ويتضمن أعمدة كامات علوية مزدوجة مع توقيت الصمام المتغير ميفيك في رأس الأسطوانة. في البداية، تم تقديم محرك يعمل بالتبريد الداخلي والشاحن التوربيني فقط، إلى أن تم تقديم إصدار يعمل بسحب الهواء الطبيعي لعام 2007. ينقل صندوق التروس الأوتوماتيكي رباعي السرعات الطاقة إلى الخلف أو جميع العجلات الأربع، حسب المواصفات.

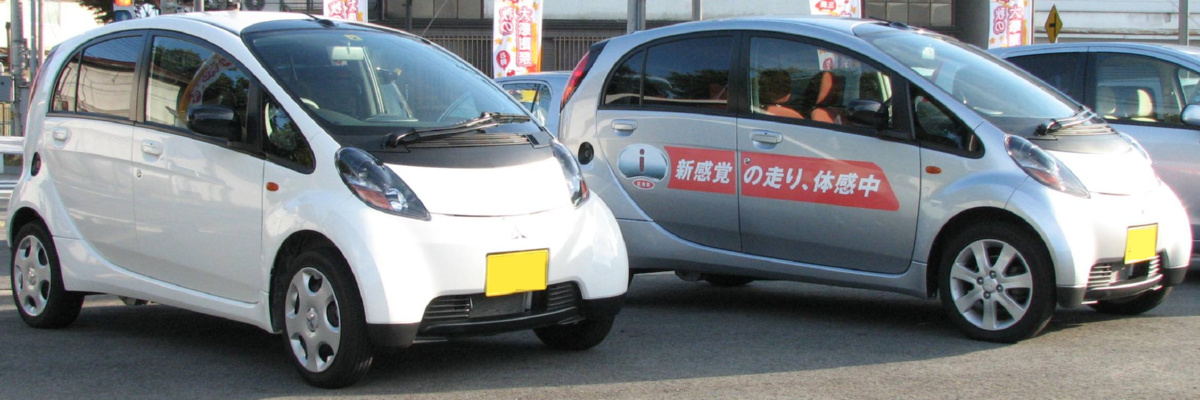
سيارتان من طراز ميتسوبيشي آي كي تم تصويرهما معاً في اليابان.
الفضية آي هي نموذج تاجر للعملاء لاختبار القيادة.

### التعليق والمكابح والإطارات
يتم استخدام دعامات ماك بيرسون في التعليق الأمامي، ويستخدم أنبوب دي ديون غير عادي ثلاثي الوصلات / وصلة واط في الخلف. تعتبر الأقراص الأمامية المزودة بمكابح مانعة للانغلاق (آي بي أس) وتوزيع قوة الكبح الإلكترونية (إي بي دي) قياسية عبر النطاق. بشكل مشترك مع العديد من المركبات الأخرى ذات المحركات المتوسطة أو الخلفية، تتميز عجلاتها ذات الخمسة عشر بوصة بإطارات غير متساوية الحجم، 145/65 على الجبهات و175/55 أعرض في المؤخرة، في محاولة لتقليل فرص الانعطاف الناجم عن  توزيع الوزن المتحيز للخلف.

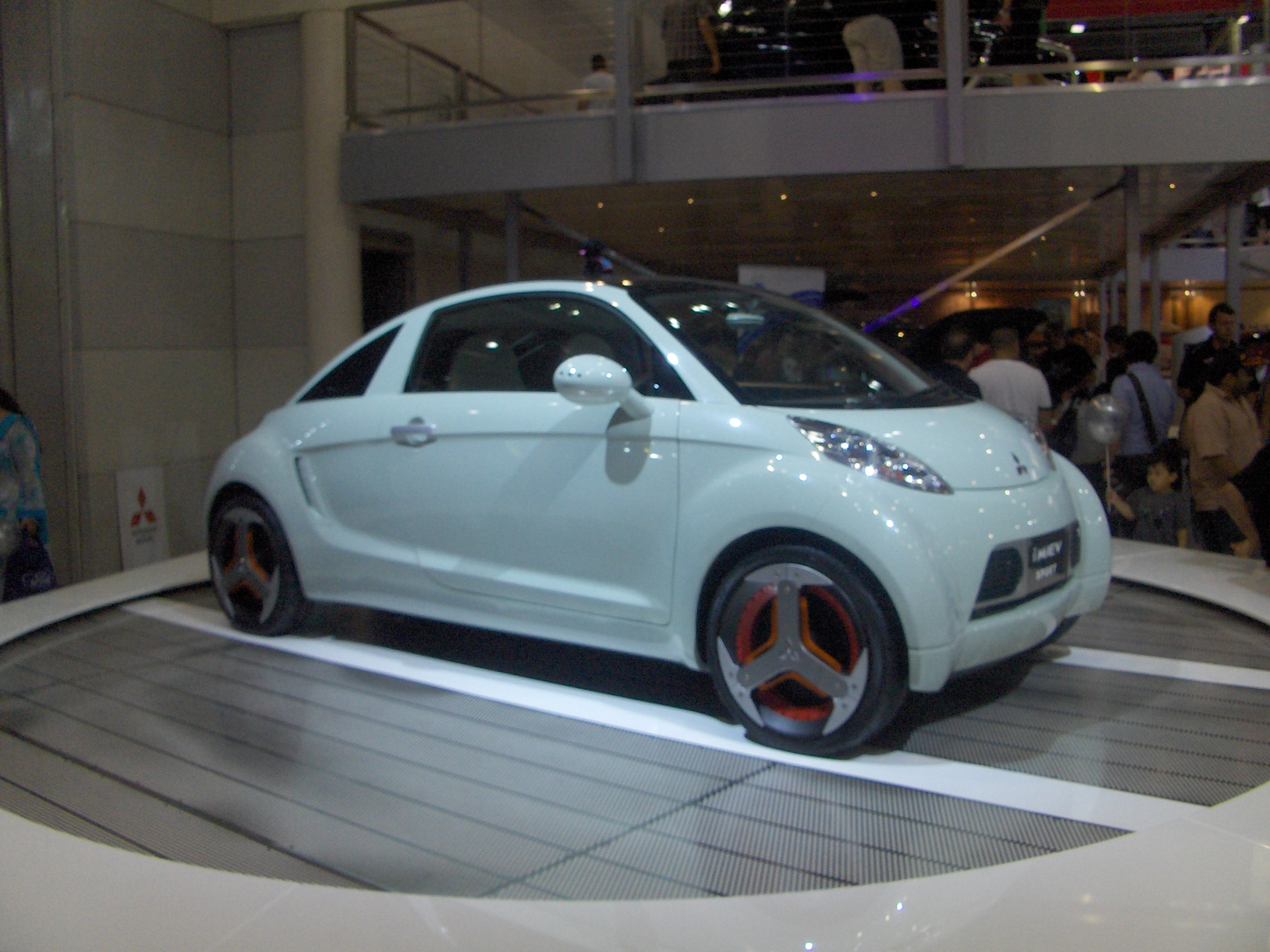
ميتسوبيشي آي ميف 2010

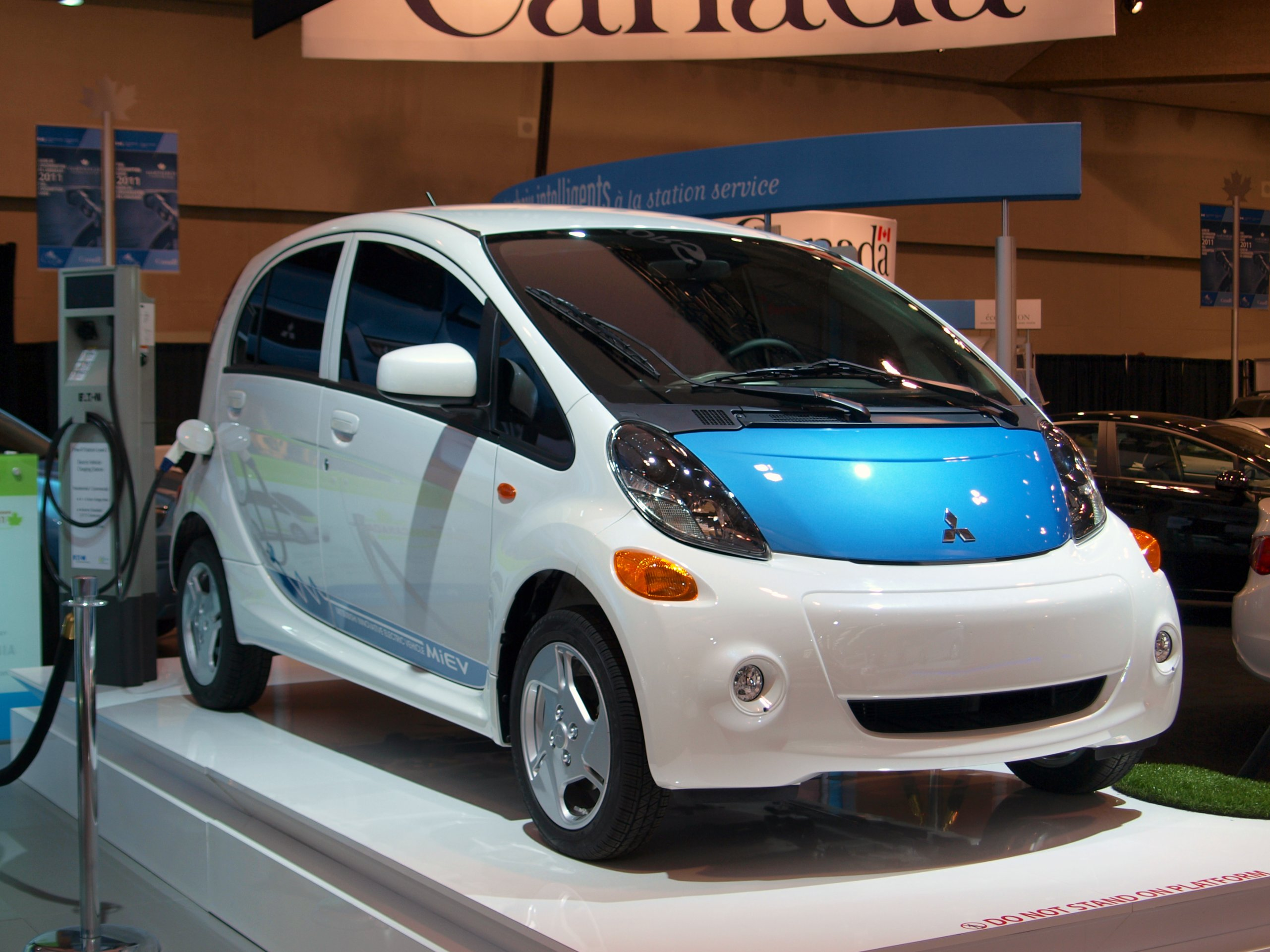
ميتسوبيشي اي ميف 2011 (كندا)

### المواصفات
ثلاثة نماذج فردية، أو درجات، كانت متوفرة عند إطلاق السيارة في عام 2006؛ إس وإم وجي بترتيب تصاعدي للسعر. لقد اشتركوا جميعاً في نفس نمط هيكل هاتشباك بخمسة أبواب ومحرك شاحن توربيني، لكنهم قدموا مستويات مختلفة من الخيارات والمعدات القياسية. في عام 2007، تم منح طراز القاعدة إس المحرك الجديد الذي يعمل بسحب الهواء الطبيعي، وتم وضعه أسفل الدرجتين الجديدين، إل وإل إكس، اللذان تمت مشاركتهما في المحرك.
| الموديل | المحرك                               | القوة - الطاقة                                      | عزم الدوران                                              |
| ------- | ------------------------------------ | --------------------------------------------------- | -------------------------------------------------------- |
| إس 2007 | 3بي 20 تي 659 س.س ميفيك              | 38 كيلوواط (52 حصان) عند 7000 دورة في الدقيقة       | 57 نيوتن متر (42 رطل قدم) عند 4000 دورة في الدقيقة       |
| إل      | 3بي 20 تي 659 س.س ميفيك              | 38 كيلوواط (52 حصان) عند 7000 دورة في الدقيقة       | 57 نيوتن متر (42 رطل قدم) عند 4000 دورة في الدقيقة       |
| إل إكس  | 3بي 20 تي 659 س.س ميفيك              | 38 كيلوواط (52 حصان) عند 7000 دورة في الدقيقة       | 57 نيوتن متر (42 رطل قدم) عند 4000 دورة في الدقيقة       |
| إس 2006 | 3بي 20 تي 659 س.س ميفيك (شاحن تيربو) | 42-48 كيلوواط (57-65 حصان) عند 6000 دورة في الدقيقة | 85-95 نيوتن متر (63-70 رطل قدم) عند 3000 دورة في الدقيقة |
| إم      | 3بي 20 تي 659 س.س ميفيك (شاحن تيربو) | 42-48 كيلوواط (57-65 حصان) عند 6000 دورة في الدقيقة | 85-95 نيوتن متر (63-70 رطل قدم) عند 3000 دورة في الدقيقة |
| جي      | 3بي 20 تي 659 س.س ميفيك (شاحن تيربو) | 42-48 كيلوواط (57-65 حصان) عند 6000 دورة في الدقيقة | 85-95 نيوتن متر (63-70 رطل قدم) عند 3000 دورة في الدقيقة |

## الأسواق المحلية والدولية
بدأ الإنتاج الضخم في مصنع ميزوشيما التابع للشركة في كوراشيكي - أوكاياما، في ديسمبر 2005، قبل طرحه للبيع في 24 يناير 2006. وبسعر يتراوح من 1,281,000 ين إلى 1,617,000 ين ياباني، استهدفت ميتسوبيشي في البداية إنتاج 5000 سيارة شهرياً في السوق المحلية، وتمكنت من تجاوز هدفها في شهرها الأول بأكثر من 1,000. بحلول نهاية عام 2006، تم بيع ما يقرب من 37000. قامت الشركة بالفعل بتصديرآي إلى سنغافورة وبروناي وهونغ كونغ ونيوزيلندا، حيث يقودون سياراتهم على اليسار مثل اليابان، وقدموها إلى المملكة المتحدة في 1 يوليو 2007، بسعر 9000 جنيه استرليني وهدف 300 عملية بيع في السنة.

### الإنتاج والمبيعات السنوية

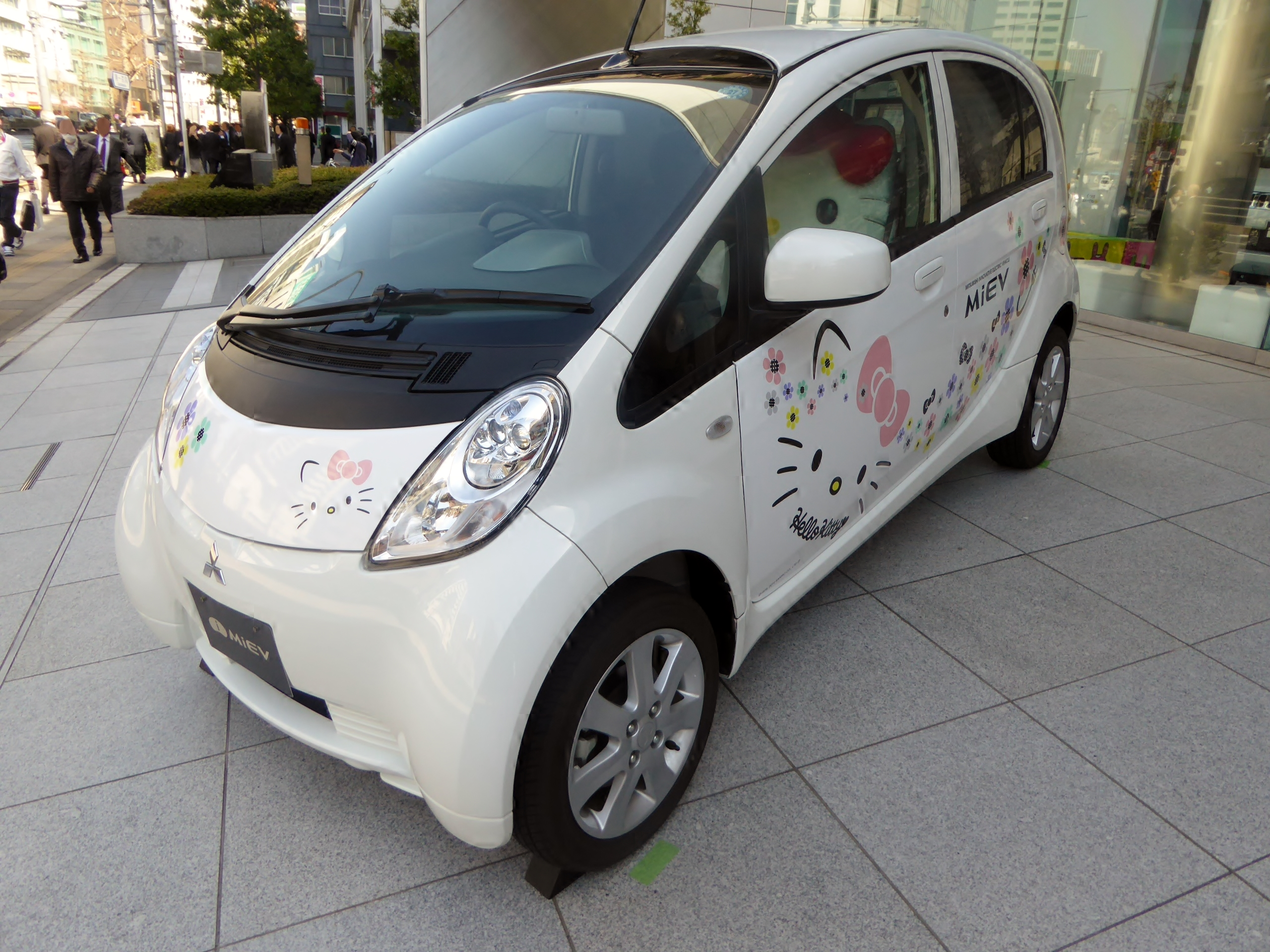
إصدار "هالو كيتي" الفريد من ميتسوبيشي آي، والذي تم عرضه للجمهور في طوكيو لمدة أسبوع قبل طرحه في المزاد الخيري.

| العام | الإنتاج | المبيعات | المبيعات | المبيعات |
| العام | الإنتاج | اليابان  | أخرى     | المجموع  |
| ----- | ------- | -------- | -------- | -------- |
| 2005  | 19,705  | 16,105   | 3        | 16,108   |
| 2006  | 31,725  | 29,498   | 454      | 29,952   |
| 2007  | 12,163  | 15,540   | 892      | 16,432   |
| 2008  | 8,501   | 8,793    | 267      | 9,060    |
| 2009  | 6,344   | 6,439    | 36       | 6,475    |
| 2010  | 4,655   | 4,685    | –        | 4,685    |
| 2011  | 3,651   | 3,828    | –        | 3,828    |
| 2012  | 2,340   | 2,328    | –        | 2,328    |

## إصدارات خاصة
من 25 إلى 31 يوليو 2006، عرضت الشركة إصداراً فريداً من ميتسوبيشي «هالو كيتي-Hello Kitty» في متجر ميتسوكوشي في منطقة نيهونباشي بطوكيو. استناداً إلى طراز جي ذي الدفعين، كان يحتوي على مخطط طلاء وردي مع تصميم داخلي منسق، وشارات «الأميرة كيتي» على الأبواب والنوافذ، وشريط لاصق على السطح، ومساند رأس ذات طابع خاص مع آذان قطط صغيرة. السيارة، التي تم وصفها بأنها «السيارة اليابانية المثالية - على الإطلاق» لدمج اثنين من الرموز الثقافية للبلاد (هالو كيتي وكيجي ديشا)- تم بيعها في النهاية في مزاد خيري نيابة عن اليونيسف.
تشمل طرز الإنتاج المحدودة الأخرى إصدار آي بلاي، وهو عبارة عن مجموعة من 3000 سيارة متوفرة فقط باللون الأبيض أو الأسود، وتتميز بفتحة مثبتة على لوحة أجهزة القياس لجهاز آي بود نانو.
كما سيتم بيع 100 نسخة من نسخة آي كوراشيكي مع تنجيد من قماش الدنيم المزيف، في وكالة ميتسوبيشي واحدة في كوراشيكي، أوكاياما، المُحافظة التي يوجد بها الجزء الأكبر من مصنعي الجينز الأزرق في اليابان.
كما تم تقديم الإصدارات الخاصة للذكرى الأولى على أساس الفئتين إل وإم في أوائل عام 2007 للاحتفال بالعام الأول للسيارة للبيع.

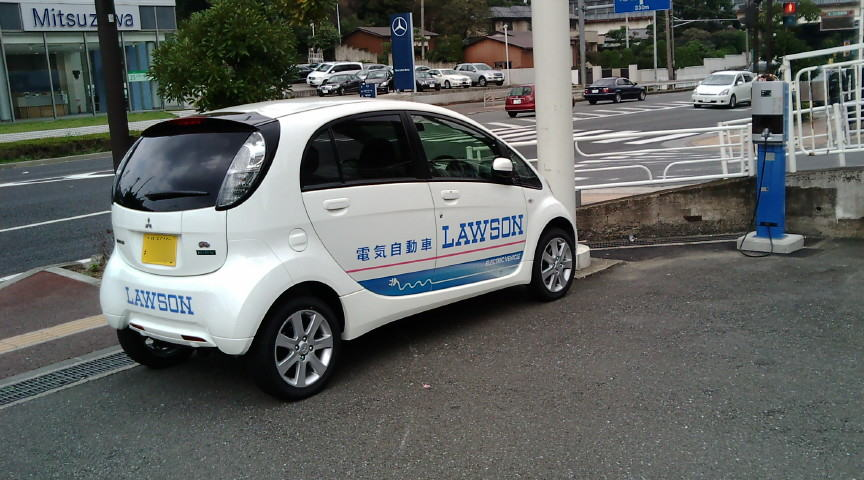
يتم إعادة شحن ميتسوبيشي آي ميف من محطة شحن في الشارع في اليابان.

## السيارة الكهربائية
المقال الرئيسي: ميتسوبيشي آي-ميف
منحت ميتسوبيشي آي دوراً بارزاً في مشاريع أبحاث الدفع البديلة للشركة، حيث طورت نسخة باستخدام تقنية ميف (السيارة الكهربائية المبتكرة من  ميتسوبيشي) في عام 2006 وتم عرضها في الندوة والمعرض الدولي الثاني والعشرين للبطاريات والهجين وخلايا الوقود الكهربائية في يوكوهاما. قامت م.م.س. بتزويد ثلاث شركات طاقة بمركبات في عامي 2006 و2007 من أجل تقييم كيفية تطوير بنية تحتية «سريعة الشحن» للمركبات الكهربائية. تم إجراء اختبار الأسطول من قبل خمس شركات طاقة في وقت لاحق في عام 2007، بهدف المبيعات العامة المستقبلية بين عامي 2008 و 2010.
تم إطلاق السيارة الكهربائية ميتسوبيشي آي ميف في اليابان لعملاء الأساطيل في يوليو 2009 ولعامة الناس في أبريل 2010. بدأت المبيعات للجمهور في هونغ كونغ في مايو 2010، وبدأت تجربة في أستراليا في سبتمبر 2010. بدأت المبيعات في العديد من الدول الأوروبية في أواخر عام 2010 وبين ديسمبر 2011 ومارس 2012 في السواحل الغربية والشرقية للولايات المتحدة، على التوالي.

## الجوائز
فازت آي بجائزة سيارة العام لعام 2007 من مؤتمر الباحثين والصحفيين اليابانيين في مجال السيارات، وجائزتين أخريين «سيارة العام»، من موقع مؤسسة كارفيو واختيار المستهلك. كما فازت أيضاً بجائزة الإنجاز الخاص «الأكثر تقدماً» في جوائز سيارة العام في اليابان 2006-2007، حيث تم ترشيحها دون جدوى في فئة سيارة العام الإجمالية، واحتلت المرتبة الأولى في اليابان ميني كار أبيل بالدراسة التي نشرتها جي دي باور آسيا والمحيط الهادئ في أكتوبر 2006، مع درجة أعلى من أي فائز سابق.
وبصرف النظر عن سباق الجائزة الكبرى للتصميم الجيد لعام 2006، فقد فاز أسلوبها بجوائز التصميم من قاعة مشاهير السيارات اليابانية، والمجلات بوبي وكار ستايلنغ.

## الروابط الخارجية
المواقع الرسمية:
"اليابان" (باليابانية). مؤرشفة من الأصلي في 26 أكتوبر 2005.
"سنغافورة". مؤرشفة من الأصلي في 29 يونيو 2007.
"نيوزيلندا". مؤرشفة من الأصلي في 13 يونيو 2007.
"المملكة المتحدة".  مؤرشفة من الأصلي في 1 يوليو 2007.
موقع ميتسوبيشي سانيور (باللغة اليابانية). مؤرشفة من الأصلي في 3 أبريل 2012.
"2017 ميتسوبيشي باجيرو سبورت كونسبت". استعراض ميتسوبيشي. مؤرشفة من الأصلي في 21 من كانون الثاني 2016.